# Vídeňský viadukt
Vídeňský viadukt (někdy též Brněnský viadukt) je částečně zasypaný železniční most v Brně, na východním okraji čtvrti Staré Brno. Po viaduktu, jehož počátek tvoří jižní zhlaví stanice Brno hlavní nádraží, vedou tratě do Břeclavi, Přerova, Jihlavy a Hrušovan nad Jevišovkou. Původní most byl postaven ve 30. letech 19. století, později byl rozšířen a nakonec byl v 90. letech 19. století z většiny začleněn do náspu. Jeho nejzachovalejší část, viadukt přes řeku Svratku, překonává kromě tohoto vodního toku také místní komunikace, železniční vlečku na brněnské výstaviště a Velký městský okruh. 
Od roku 1983 je celý Vídeňský viadukt památkově chráněn coby součást areálu brněnského hlavního nádraží.

## Historie

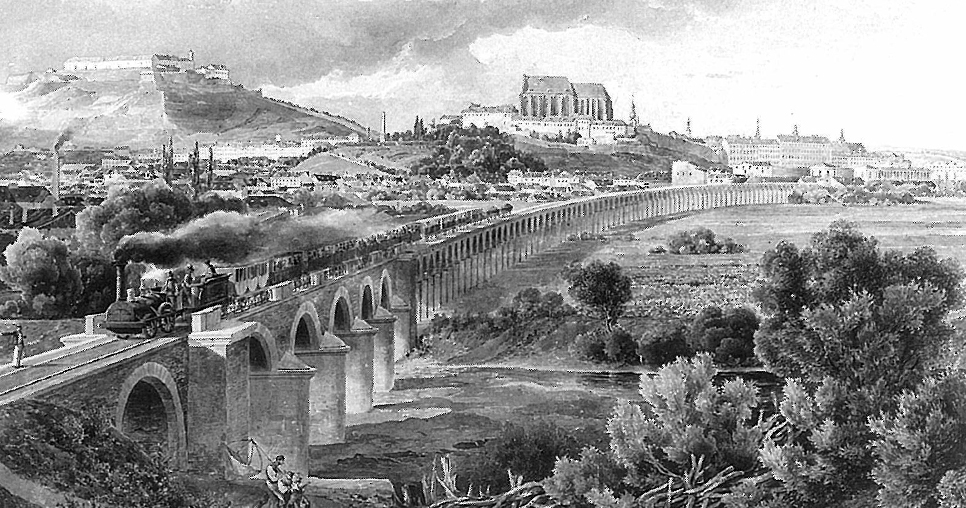
Vídeňský viadukt v roce 1839, v popředí Svratka

Od poloviny 30. let 19. století vznikala první parostrojní železniční dráha v Rakouském císařství vedená z Vídně přes Břeclav a Ostravu do Bochně. Její součástí bylo také několik odboček, včetně trati z Břeclavi do Brna. Mezi Vídní a Břeclaví byl pravidelný provoz zahájen 6. června 1839, navazující úsek do Brna byl zprovozněn 7. července 1839. Jedná se tak o nejstarší železniční trať s parním provozem v Česku. Investorem i provozovatelem byla společnost Severní dráha císaře Ferdinanda (KFNB).
Úsek z Vranovic do Brna budoval Franz Klein, příslušník podnikatelského rodu Kleinů, a právě zde nacházela největší stavba dráhy, Vídeňský viadukt. Realizace tohoto úseku začala na jaře 1838 a již na podzim téhož roku byly provedeny zkušební jízdy z Brna do Rajhradu. Občasný propagační provoz mezi těmito dvěma stanicemi byl zahájen 15. prosince 1838. Zbytek trati z Břeclavi byl dokončen během jara následujícího roku, takže slavnostní zahájení pravidelného provozu se uskutečnilo 7. července 1839. Celá dráha, včetně viaduktu v Brně, byla jednokolejná. Trať vedla od Horních Heršpic nad úrovní okolního terénu na náspu, který skončil u řeky Svratky. Dále následoval tři čtvrtě kilometru dlouhý viadukt, překonávající kromě Svratky i její nivu, kde se nacházely předměstské novosadské zahrady a pod hradbami také Svratecký náhon. Samotné brněnské nádraží bylo postaveno těsně před hradbami u Ferdinandovy brány na vyvýšeném náspu. Mostní stavba se stala při pohledu z jihu novou významnou dominantou města.

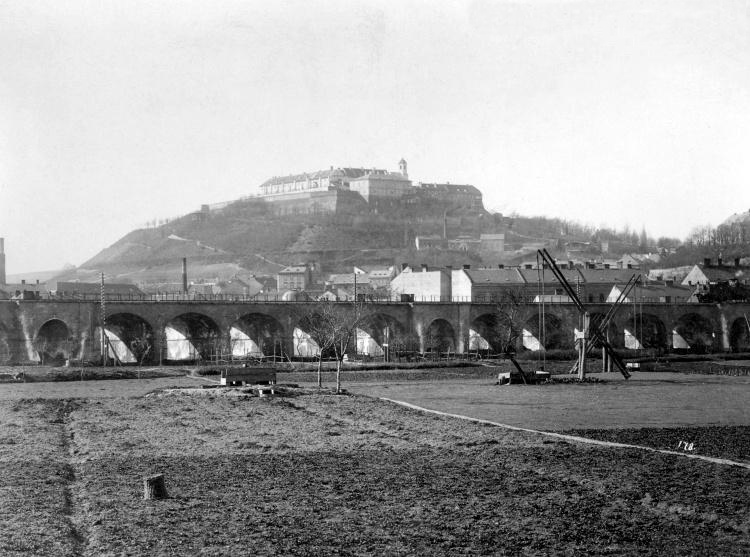
Pohled na Vídeňský viadukt a Špilberk od Svratky

V souvislosti s výstavbou tratě z Brna do Přerova, která byla zprovozněna v roce 1869 Moravsko-slezskou severní dráhou, dceřinou společností KFNB, byl zdvojkolejněn úsek Horní Heršpice – Brno. Viadukt byl na své západní straně rozšířen tak, aby zde mohla být položena druhá kolej.
KFNB byla v Brně omezena stísněným prostorem nádraží, které na konci 19. století již nevyhovovalo jejím potřebám. Společnost proto zakoupila pozemky podél Nových sadů a mezi lety 1894 a 1897 provedla zásadní úpravy: mezi staniční budovou a Svratkou vybudovala nákladní nádraží s moderním třípodlažním skladištěm s výtahy (tzv. Malá Amerika), úsek zároveň rozšířila na několik kolejí a jižní zhlaví stanice posunula až k řece. Viadukt, který zde 60 let stál, byl z většiny zasypán a začleněn do náspu. Při rozšiřování byly v tomto úseku postaveny první železniční mosty z prostého betonu, zatímco některé klenby viaduktu byly odstraněny a nahrazeny ocelovými konstrukcemi (přes ulici Křídlovickou, přes ulici Úzkou). Nejzachovalejší část viaduktu, most přes Svratku a sousedící komunikace, byl doplněn na východní straně ocelovým mostem s dalšími dvěma kolejemi.
Roku 1967 byla trať přes bývalý viadukt elektrifikována.
Podle některých plánů by viadukt mohl být v případě přesunu brněnského hlavního nádraží, a tedy zrušení tratí po mostě vedoucích, odhalen, opraven a stal by se součástí nového městského parku.

## Popis

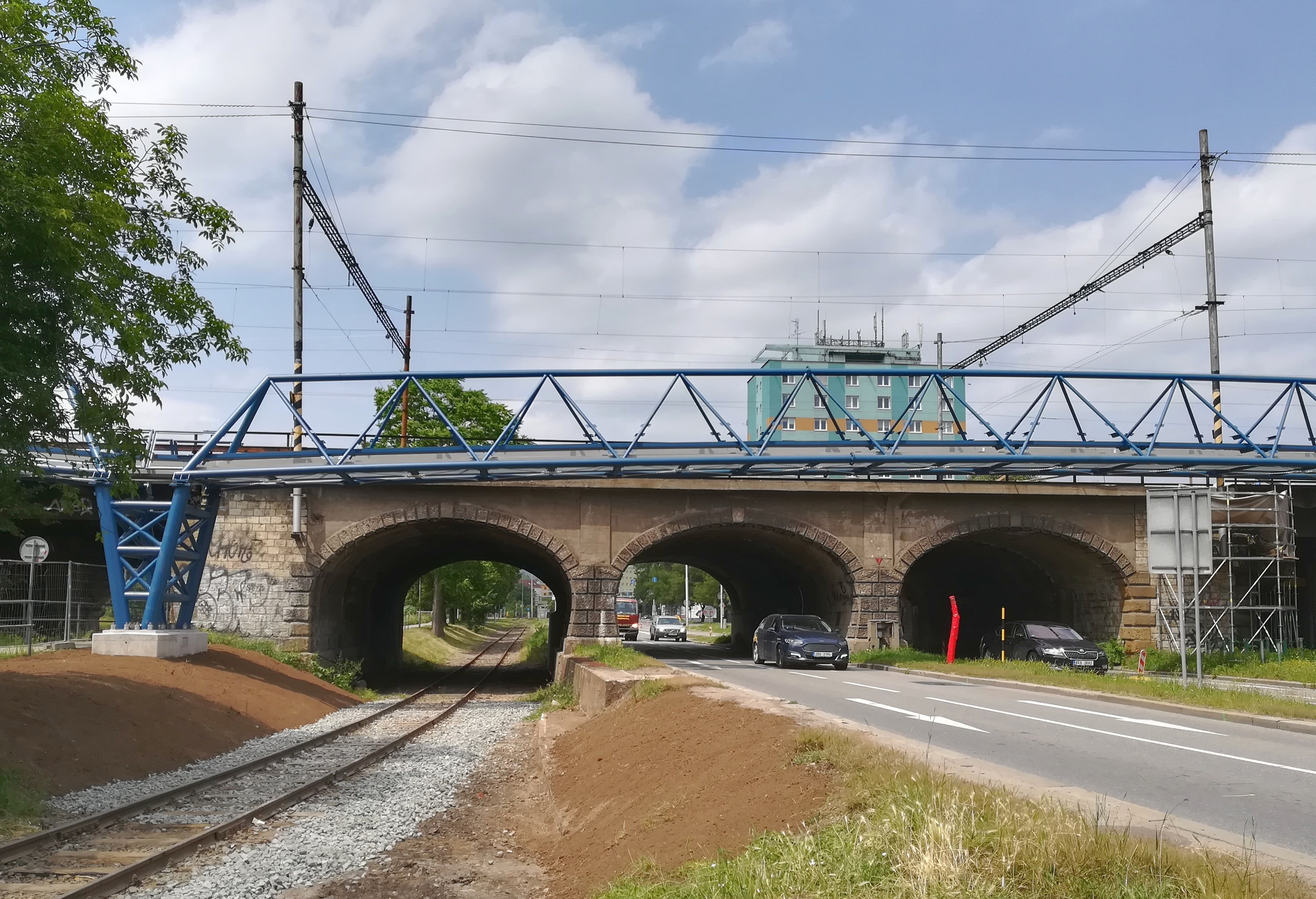
Část viaduktu přes Opuštěnou ulici (betonové klenby z konce 19. století). V popředí kabelová lávka z roku 2019, vlevo vlečka na brněnské výstaviště.

Původní viadukt byl jednokolejný, dlouhý asi 760 m, široký asi 5 m a vysoký asi 9 metrů nad úrovní terénu. Byl tvořen třemi na sebe navazujícími mostními objekty. Prvním, nejjižnějším, byl pětiobloukový most přes Svratku, před nímž se nacházel ještě jeden segmentově stlačený oblouk, pod kterým vedla cesta (dnešní ulice Štýřické nábřeží). Most přes řeku byl tvořen pěti zděnými segmentovanými cihelnými klenbami obloženými kamennými kvádry, spočívajících na kamenných pilířích. Světlost otvorů nad Svratkou dosahovala 9,5 m. Na tento objekt navazoval vlastní zděný viadukt o délce 637 m se 72 oblouky, jejichž cihelné klenby byly eliptické a měly světlost 7,6 m. Třetí část tvořil most se třemi šikmými segmentovanými klenbami světlosti 9,5 m, pod kterým vedla cesta a Svratecký náhon.
Rozšíření pro druhou kolej, uskutečněné v roce 1869, znamenalo, že k celému mostnímu komplexu byly na západní straně přistavěny obdobné klenby, tentokrát kamenné. Šířka viaduktu tak dosáhla asi 10 metrů.

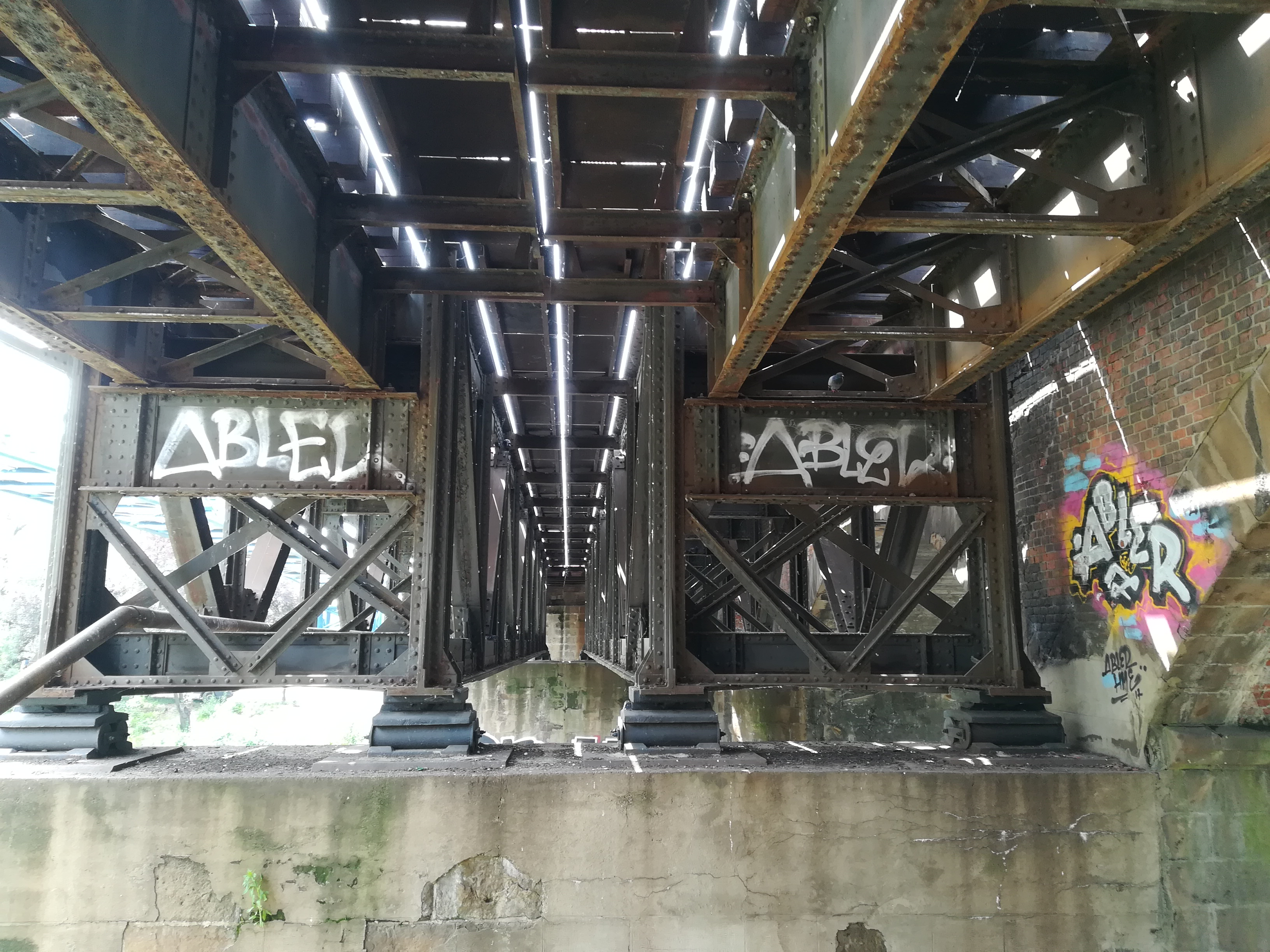
Příhradová část přemostění Svratky

Při komplexních úpravách prostoru a vzniku nákladního nádraží v 90. letech 19. století se většina viaduktu stala součástí mohutného náspu. Zachován zůstal pětiobloukový most přes Svratku (včetně „nultého“ oblouku), další tři navazující oblouky přes cestu (dnes přes železniční vlečku na výstaviště a přes ulici Opuštěnou) a dva oblouky přes Fuchsovu ulici (původně jen průjezd pod tratí z ulice Uhelné do areálu uhelných skladů). Všechny tyto mostní objekty byly zároveň rozšířeny pro další koleje, např. na východní straně mostu přes Svratku byl na rozšířených pilířích vybudován ocelový most pro dvě koleje, jehož navazující oblouky byly provedeny z prostého betonu. Některé klenby viaduktu byly zbořeny a nahrazeny ocelovými konstrukcemi (prodloužení dnešní Křídlovické ulice, ulice Úzká), zatímco většina jich byla zasypána do náspu. Celkem 15 kleneb je přístupných v podzemních prostorách bývalého skladiště Malá Amerika.
Správa železnic eviduje v úseku bývalého Vídeňského viaduktu několik mostů. Jedná se o mosty přes Svratku a ulici Opuštěnou v km 142,470 (zčásti ocelový, nejvýchodnější (kolej 4); délka 92,23 m, šířka 5,52 m) a 142,475 (zahrnuje kamennou přístavbu (kolej 3), původní cihelný viadukt (kolej 1) i ocelovou přístavbu nad Svratkou s betonovými klenbami přes Opuštěnou (kolej 2); délka 92,23 m, šířka 14,60 m), mosty přes prodlouženou Křídlovickou ulici v km 142,550 (ocelový, nejvýchodnější; délka 18,30 m, šířka 5,85 m) a 142,552 (ocelový; délka 19,10 m, šířka 23,70 m), mosty přes Fuchsovu ulici (bývalý průjezd do uhelných skladů) v km 142,790 (betonový, nejvýchodnější; délka 16,00 m, šířka 4,84 m) a 142,795 (betonový; délka 16,00 m, šířka 49,87 m), ocelový obloukový most přes ulici Úzkou (délka 15,11 m, šířka 58,80 m) a zaklenutí Svrateckého náhonu v km 143,182 (klenba cihelná a železobetonová; délka 7,60 m, šířka 77,60 m).